# Music for the Neighbours
Music for the Neighbours från 2004 är ett livealbum med Magnus Lindgren och Malmö Operaorkester.

## Låtlista
All musik är skriven av Magnus Lindgren.
1. Delion – 9:56
2. Megeve – 5:34
3. My Bridge – 8:13
4. Double Drummer – 7:20
5. Sunny People – 4:25
6. Vienna Calls – 6:21
7. Movements from Stockholm – 7:23
8. Holyem – 6:35

## Medverkande
- Magnus Lindgren – tenorsax, flöjt, klarinett
- Mathias Algotsson – piano
- Fredrik Jonsson – bas
- Jonas Holgersson – trummor
- Magnus Persson – slagverk
- Malmö Operaorkester